# Leana Grozer
Leana Grozer (* 23. April 2007 in Moers) ist eine deutsche Volleyballspielerin.

## Karriere
Leana Grozer ist die Tochter des deutschen Nationalspielers Georg Grozer junior. Sie begann ihre Karriere beim Moerser SC, wo bereits ihr Vater und ihr Großvater Georg Grozer senior gespielt hatten. Später spielte sie beim TV Gladbeck und beim Drittligisten BSP MTV Stuttgart. Im Juni 2023 gab sie in der Nations League ihr Debüt für die deutsche Nationalmannschaft. In der Saison 2023/24 kam sie beim SSC Palmberg Schwerin erstmals in der Bundesliga zum Einsatz und wurde mit Schwerin deutsche Vizemeisterin. In der Nations League 2024 war sie erneut mit der Nationalmannschaft aktiv. In der Bundesligasaison 2024/25 gewann sie mit dem SSC Palmberg Schwerin am 26. April 2025 das erste Mal die deutsche Meisterschaft. Zudem verlängerte Leana Grozer im selben Monat ihren Vertrag beim SSC und wird auch in der Saison 2025/26 für diesen spielen.

## Dokumentation
- Dyn Volleyball: Mit 17 Jahren in der Volleyball-Bundesliga | Ein Tag mit Leana Grozer auf YouTube, 3. Dezember 2024, abgerufen am 4. Dezember 2024.